# Lijst van voetbalinterlands Bermuda - Kaaimaneilanden (vrouwen)
Deze lijst van voetbalinterlands is een overzicht van alle officiële voetbalinterlands tussen de nationale vrouwenteams van Bermuda en de Kaaimaneilanden. De landen hebben tot nu toe twee keer tegen elkaar gespeeld.

## Wedstrijden
| № | Plaats         | Datum            | Competitie                                       | Wedstrijd                 | Uitslag |
| - | -------------- | ---------------- | ------------------------------------------------ | ------------------------- | ------- |
| 1 | Providenciales | 25 mei 2014      | CFU Women's Caribbean Cup kwalificatie           | Bermuda − Kaaimaneilanden | 2 − 2   |
| 2 | Bradenton      | 22 februari 2022 | Noord-Amerikaans kampioenschap 2022 kwalificatie | Bermuda − Kaaimaneilanden | 6 − 0   |

## Samenvatting
| Competitie                                  | Totaal gespeeld | Winst Bermuda | Gelijk | Winst Kaaimaneilanden | Doelsaldo Bermuda – Kaaimaneilanden |
| ------------------------------------------- | --------------- | ------------- | ------ | --------------------- | ----------------------------------- |
| Noord-Amerikaans kampioenschap kwalificatie | 1               | 1             | 0      | 0                     | 6 − 0                               |
| CFU Women's Caribbean Cup kwalificatie      | 1               | 0             | 1      | 0                     | 2 − 2                               |
| Totaal                                      | 2               | 1             | 1      | 0                     | 8 − 2                               |